# Tablica prijelaza stanja
U teoriji automata i sekvencijalnoj logici, tablica prijelaza (stanja) je tablica koja pokazuje u koje stanje (ili stanja u slučaju nedeterminističkog konačnog automata) konačni automat prelazi, ovisno o trenutnom stanju i drugim ulazima. Tablica stanja je u biti tablica istinitosti u kojoj su neki ulazi trenutno stanje, a izlazi uključuju sljedeće stanje, zajedno s ostalim izlazima.
Tablica stanja je jedan od mnogo načina specificiranja konačnog automata, pored dijagrama stanja i karakteristične jednadžbe.

## Uobičajeni oblici

### Jednodimenzionalne tablice stanja
Također zvane i karakteristične tablice, jednodimenzionalne tablice stanja su sličnije tablicama istinitosti od dvodimenzionalnih inačica. Ulazi su obično smješteni s lijeve strane i odvojeni od izlaza, koji su na desnoj strani. Izlazi će predstavljati sljedeće stanje stroja. Slijedi jednostavan primjer konačnog automata s dva stanja i kombinatornim ulazima:
| A | B | Trenutno stanje | Sljedeće stanje | Izlaz |
| - | - | --------------- | --------------- | ----- |
| 0 | 0 | S1              | S2              | 1     |
| 0 | 0 | S2              | S1              | 0     |
| 0 | 1 | S1              | S2              | 0     |
| 0 | 1 | S2              | S2              | 1     |
| 1 | 0 | S1              | S1              | 1     |
| 1 | 0 | S2              | S1              | 1     |
| 1 | 1 | S1              | S1              | 1     |
| 1 | 1 | S2              | S2              | 0     |

S1 i S2 bi očito trebali predstavljati bitove 0 i 1, pošto jedan bit može imati samo dva stanja.

### Dvodimenzionalne tablice stanja
Tablice prijelaza stanja su tipično dvodimenzionalne tablice. Postoje dva uobičajena načina za njihovo uređivanje.
- Okomita (ili vodoravna) dimenzija označava trenutna stanja, vodoravna (ili okomita) dimenzija označava događaje, dok ćelije (presjeci redaka/stupaca) u tablici sadrže sljedeće stanje ako se događaj dogodi (i možebitnu akciju povezanu s ovim prijelazom).

| Događaji Stanje | E1    | E2    | ... | En    |
| S1              | -     | Ay/Sj | ... | -     |
| S2              | -     | -     | ... | Ax/Si |
| ...             | ...   | ...   | ... | ...   |
| Sm              | Az/Sk | -     | ... | -     |

(S: stanje, E: događaj, A: akcija, -: nevaljali prijelaz)
- Okomita (ili vodoravna) dimenzija označava trenutna stanja, vodoravna (ili okomita) dimenzija označava sljedeća stanja, dok presjeci redak/stupac sadrže događaj koji vodi ka nekom pojedinačnom sljedećem stanju.

| sljedeće trenutno | S1    | S2    | ... | Sm    |
| S1                | Ay/Ej | -     | ... | -     |
| S2                | -     | -     | ... | Ax/Ei |
| ...               | ...   | ...   | ... | ...   |
| Sm                | -     | Az/Ek | ... | -     |

(S: stanje, E: događaj, A: akcija, -: nemogući prijelaz)

## Primjer
Primjer tablice prijelaza stanja za stroj M zajedno s odgovarajućim dijagramom stanja je dan dolje.
| \| Ulaz Stanje \| 1 \| 0 \| \| S1 \| S1 \| S2 \| \| S2 \| S2 \| S1 \| |    | Dijagram stanja |
| Ulaz Stanje                                                           | 1  | 0               |
| S1                                                                    | S1 | S2              |
| S2                                                                    | S2 | S1              |

Svi mogući ulazi stroja su pobrojani duž stupaca tablice. Sva moguća stanja su pobrojana duž redaka. Iz tablice prijelaza zadane gore, lako vidimo da ako je stroj u S1 (prvi redak), a sljedeći ulazni znak 1, stroj će ostati u stanju S1. Ako je ulazni znak 0, stroj će preći u stanje S2 kao što vidimo iz drugog stupca. Ovo je u dijagramu stanja označeno strelicom iz S1 u S2 označenom (labeliranom) s 0.
Za nedeterministički konačni automat (NKA), novi ulazni znak može prouzročiti prijelaz stroja u skup stanja, a otud uostalom i nedeterminizam. Ovo je u tablici prijelaza označeno parom vitičastih zagrada { } sa skupom svih odredišnih stanja među njima. Primjer je dan dolje.
| Ulaz Stanje | 1  | 0          | ε  |
| S1          | S1 | { S2, S3 } | Φ  |
| S2          | S2 | S1         | Φ  |
| S3          | S2 | S1         | S1 |

Ovdje nedeterministički stroj u stanju S1 čitanjem znaka 0 na ulazu prelazi u dva stanja istovremeno, stanja S2 i S3. Posljednji stupac definira valjane prijelaze stanja specijalnog znaka ε. Ovaj istaknuti znak dopušta NKA prijelaz u različito stanje a da stroj ne pročita nijedan ulazni znak (ε-prijelaz).  U stanju S3 stroj može preći u S1 a da ne pročita nijedan znak ulaznog niza. Ova dva slučaja čine opisani konačni automat nedeterminističkim.

## Transformacije iz/u dijagram stanja
Moguće je nacrtati dijagram stanja iz tablice. Slijed jednostavnih koraka transformacije je sljedeći:
1. Nacrtaj krugove koji predstavljaju zadana stanja.
2. Za svako stanje prijeđi sve stupce u odgovarajućem retku i nacrtaj strelicu u odredišno stanje/stanja. Ako je automat NKA, moguće je da postoje višestruke strelice za ulazni znak.
3. Označi stanje kao početno stanje. Početno stanje je zadano u formalnoj definiciji automata.
4. Označi jedno ili više stanja kao prihvatljiva stanja. Ovo je također zadano u formalnoj definiciji.